# スパイキャッチャーJ3
『スパイキャッチャーJ3』（スパイキャッチャージェイスリー） は、1965年10月7日から1966年3月31日にかけて、NET（現・テレビ朝日）系で放送されたスパイアクション特撮テレビドラマ。東映東京制作所の第一回作品。全26話。30分番組。モノクロ作品｡

## あらすじ
TULIP (「チューリップ」、The Undercover Line of International Police) はニューヨークに本部を置き、世界各地に支部を持つ腕利きの対謀略組織である。そこで働くエージェントは、スパイキャッチャーと呼ばれている。国際謀略叛乱グループ TIGER (「タイガー」、The International Group of Espionage and Revolt) と対決するTULIP日本支部のスパイキャッチャー、コードネームJ3こと壇俊介の物語である。J3の愛車はシボレー・コルベット・スティングレイを改造したもので、エアクラフトで空を飛び、潜水走行することも可能なスーパーカーという設定で、まだ日本では実用化されていなかった自動車電話も登場している。和製スパイアクションものの本作品は後に『キイハンター』 - 『Gメン'75』（TBS）へと続く東映アクションドラマの原点となった。

## スタッフ
- 原作：都筑道夫
- 企画：近藤照男
- 脚本：都筑道夫、佐藤純彌、池田雄一、播磨幸治
- 監督：加島昭、深作欣二、若林幹、小林恒夫、山田稔
- 撮影：飯村雅彦
- 美術：金子元昭
- 助監督：高桑信
- 音楽：菊池俊輔
- 主題歌：「スパイキャッチャーJ3」（作詞：水木かおる、作曲：伊部晴美、歌：叶修二）
- 進行主任：清河朝友
- 特殊撮影：上村貞夫、矢島信男（東映特殊技術部）
- 製作：東映、NET

## キャスト
- J3 / 壇俊介（だん しゅんすけ）：川津祐介
- J2：江原真二郎
- 女性部員・由美（J2の妹）[2]：梓英子
- タイガー首領の声:大平透
- ナレーター：田川恒夫
- J1（日本支部長）：丹波哲郎

## ゲスト
- 宮園純子
- 城野ゆき
- 根岸明美
- 八名信夫
- 室田日出男
- 南廣
- 佐々木孝丸
- 金子光伸
- 岡野耕作
- 土山登士幸
- 久地明
- 北川恵一
- 小林稔侍[3]
- ハロルド・Ｓ・コンウェイ
- ピーター・ウィリアムス

## 放送リスト
1. SOS 火山トンネル・前編
2. SOS 火山トンネル・後編
3. SOS ポラリス潜水艦・前編
4. SOS ポラリス潜水艦・後編
5. SOS 大金塊・前編
6. SOS 大金塊・後編
7. SOS 原子力センター・前編
8. SOS 原子力センター・後編
9. SOS ダムサイト・前編
10. SOS ダムサイト・後編
11. SOS 超特急・前編
12. SOS 超特急・後編
13. SOS 死刑実験室・前編
14. SOS 死刑実験室・後編
15. SOS 秘密指令・前編
16. SOS 秘密指令・後編
17. SOS 誘拐作戦・前編
18. SOS 誘拐作戦・後編
19. SOS 暗殺計画・前編
20. SOS 暗殺計画・後編
21. SOS 追跡命令・前編
22. SOS 追跡命令・後編
23. SOS 危機一発・前編
24. SOS 危機一発・後編
25. SOS 絶体絶命・前編
26. SOS 絶体絶命・後編

## 放送局
★ - 放送時間は木曜 19:00 - 19:30、制作局と同時ネットの局。
- ★NET（制作局）
- 北海道放送：日曜 18:00 - 18:30[4]
- 青森放送：木曜 18:00 - 18:30[5]
- 秋田放送：水曜 21:30 - 22:00[6]
- 山形放送：月曜 18:15 - 18:45[7]
- 仙台放送：木曜 18:15 - 18:45[8]
- 福島テレビ：月曜 - 金曜 17:15 - 17:45[9]
- ★名古屋テレビ[10]
- ★毎日放送[11]
- 山陰放送：土曜 22:30 - 23:00（1966年9月時点）[12]
- 山陽放送：月曜 19:00 - 19:30[13]
- 高知放送：月曜 18:15 - 18:45（1967年9月時点）[14]
- ★九州朝日放送[15]
- 長崎放送：日曜 11:00 - 11:30（1966年12月時点）[16]
- 熊本放送：水曜 19:30 - 20:00[15]
- 宮崎放送：日曜 11:30 - 12:00（1966年9月時点）[17]
- 南日本放送：日曜 11:00 - 11:30（1966年9月時点）[17]

## 劇場版
スパイキャッチャーJ3 SOS危機一発
1966年8月3日公開。第23話「SOS危機一髪 前編」・第24話「SOS危機一髪 後編」の再編集版である。
1961年公開作品『地獄に真赤な花が咲く』のリバイバル版と、1963年公開作品『暴力街』のリバイバル版と合わせて3本立てで公開された。

## コミカライズ版
堀江卓によって「ぼくら」に掲載。堀江はソノシートの作画も担当している。

## 原作小説
都筑道夫の原作小説は1967年に桃源社ポピュラー・ブックスより「暗殺教程 スパイキャッチャーJ3」のタイトルで発行。1979年に集英社文庫「暗殺教程」、2003年に光文社文庫「都筑道夫コレクション（アクション編）暗殺教程」として再版されている。

## 映像ソフト化・再放送
- 本作品のポジフィルムの現存状況について、東映には第2話「SOS 火山トンネル・後編」・第3話「SOS ポラリス潜水艦・前編」・第4話「SOS ポラリス潜水艦・後編」の3本分と劇場版が保存されている。これら現存する3本・劇場版は不定期に東映チャンネルで放映した[18]。
- 劇場版が2007年12月7日に発売された「東映特撮ヒーロー THE MOVIE BOX」や、2009年10月21日の「東映特撮ヒーロー THE MOVIE Vol.1」（「THE MOVIE BOX」の各ディスクを単品販売したもの）に収録されている。
- オープニングと第2話のエンディング映像は、1985年に東映ビデオからリリースされたビデオ『TVヒーロー主題歌全集 特撮編 七色仮面から柔道一直線まで』と、その再発版のビデオ・LD・DVD『東映TV特撮主題歌大全集1』に収録されている。
- 2018年にベストフィールドからデジタルリマスター版のDVDが発売されている。ただし収録されているのは保存されている第2話・第3話・第4話の本編3本分と、劇場版の「SOS危機一髪」のみとなっている。特典映像として第5話「SOS大金塊（前編）」の次回予告が収録された。
- 全26話分が収録された本編のDVD・ブルーレイの発売はされていない。